# Thomas Szasz

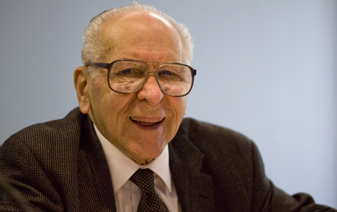
Thomas Szasz (2010)

Thomas Stephen Szasz [sɑːs] (* 15. April 1920 als Tamás István Szász in Budapest; † 8. September 2012 in Manlius, New York) war ein US-amerikanischer Psychiater ungarischer Herkunft. Szasz wurde bekannt durch seine Kritik an den moralischen und wissenschaftlichen Grundlagen der Psychiatrie. Er wird teilweise der sogenannten Antipsychiatrie zugerechnet und gilt als Mitbegründer dieser Bewegung, wandte sich selbst allerdings vehement gegen diese Einordnung.

## Leben
Szász wurde am 15. April 1920 in Budapest, Ungarn, als Sohn der jüdischen Eltern Gyula und Lily Szász geboren. Nachdem Szász 1938 in die USA emigriert war, studierte er an der Universität von Cincinnati Physik und Medizin. 1944 machte er seinen Doktor der Medizin und begann eine Ausbildung als Psychoanalytiker am Chicago Institute for Psychoanalysis. 1948 eröffnete er eine psychoanalytische Praxis. Von 1956 bis zur Emeritierung im Jahr 1990 war Szasz Professor für Psychiatrie an der State University of New York in Syracuse. Er starb 2012 an den Folgen eines Sturzes. Thomas Szasz war Fellow der American Psychiatric Association und lebenslanges Mitglied der American Psychoanalytic Association.
Szász gründete auch zusammen mit der Scientology-Organisation die amerikanische Citizens Commission on Human Rights (CCHR), distanzierte sich aber von dem Eindruck, dass diese Zusammenarbeit mehr als ein Zweckbündnis und dass er selbst Scientologe wäre. Mike Gormez, ein prominenter Scientology-Kritiker, hält diese Zusammenarbeit für naiv, unüberlegt und ethisch fragwürdig und warf Szasz vor, sich instrumentalisieren zu lassen.

## Lehre
Seinen Ruf als vehementer Gegner der Zwangspsychiatrie begründete Thomas S. Szasz vor allem mit seinem Hauptwerk The Myth of Mental Illness, in dem er 1961 die Theorie aufstellte, dass Konzepte wie psychische Normalität und Verrücktheit willkürliche Definitionen sind. Anders als Krankheiten, die auf körperlichen Ursachen basieren, ließen sich für die meisten psychiatrisch definierten Erkrankungen keine eindeutigen Ursachen finden. Die Diagnose einer psychischen Störung erfolge aufgrund subjektiver Bewertungen anstatt objektiver, empirisch überprüfbarer Kriterien. Die Abgrenzung von Normalität und Verrücktsein diene lediglich dazu, gesellschaftliche Konformität zu erzwingen, und trage die Gefahr in sich, als Machtmittel zur Ausgrenzung Andersdenkender missbraucht zu werden. Ausgehend von diesen Überlegungen trat Szasz für eine strikte Trennung von Psychiatrie und Staat ein. Zwangseinweisungen in psychiatrische Kliniken verurteilte er als Verletzung der Menschenrechte.
Eine weitere wichtige, seit Anfang der 1970er Jahre wiederholt gestellte Forderung von Szasz ist die Freigabe aller Drogen an Erwachsene: Das Recht auf Selbstmedikation.
Durch sein Buch Grausames Mitleid wurde das Ansehen von Szasz zumindest in Teilen der deutschen Anti-Psychiatriebewegung beschädigt. So warf ihm der Verein zum Schutz vor psychiatrischer Gewalt e. V. im Jahr 1998 „Primitivstkapitalismus“, die Ausgrenzung sozial Benachteiligter und ein Eintreten für die Abschaffung des Sozialstaates vor – dies ausdrücklich unbenommen der historischen Verdienste von Thomas Szasz um die Kritik der Psychiatrie.

## Szasz über den Begriff Antipsychiatrie
- Szasz: Ich wehre mich energisch gegen die Antipsychiatrie. Meine Kritik richtet sich ausschließlich gegen psychiatrischen Zwang. Das selbst-stigmatisierende Etikett „Antipsychiatrie“ war ein Gemeinschaftsprodukt von Ronald D. Laing und David Cooper. So wäre es zum Beispiel völliger Unsinn, einen Mediziner, der Zwangsbehandlung auf dem Gebiet der Dermatologie kritisiert, einen „Antidermatologen“ zu nennen oder einen Kritiker der Onkologie „Antionkologen“ oder einen kritischen Augenarzt einen „Antiaugenarzt“. Genauso unsinnig ist es, einen Kritiker psychiatrischer Zwangsbehandlung einen „Antipsychiater“ zu nennen. Dieser Begriff zeigt eigentlich nur, dass sich die Psychiatrie ausschließlich über Zwang definiert, nicht über Heilungsabsicht.[11]

## Ehrungen
- 2002: Erster Preisträger des Freiheitspreises der Irren-Offensive.[12]

## Schriften (Auswahl)
- The myth of mental illness. In: American psychologist. Bd. 15 (1960), H. 2, S. 113–118, doi:10.1037/h0046535 (PDF).
- Geisteskrankheit – ein moderner Mythos? Grundzüge einer Theorie des persönlichen Verhaltens. Olten/Freiburg im Breisgau 1972 (Originaltitel: The Myth of Mental Illness. Foundations of a Theory of Personal Conduct. New York 1961.)
- Die Fabrikation des Wahnsinns. Olten/Freiburg im Breisgau 1974 (Orig.: The manufacture of madness. A comparative study of the inquisition and the Mental Health Movement. New York 1970.)
- Psychiatrie, die verschleierte Macht, Olten/Freiburg im Breisgau 1975
- Recht, Freiheit und Psychiatrie. Auf dem Weg zum therapeutischen Staat?. Wien/München/Zürich 1978. Fischer Taschenbuch 6722 ISBN 3-596-26722-6 (Orig.: Law, Liberty, and Psychiatry. An Inquiry into the Social Uses of Mental Health Practices. New York 1963)
- Das Ritual der Drogen. Wien, München, Zürich 1978 (Orig.: Ceremonial Chemistry: The Ritual Persecution of Drugs, Addicts, and Pushers. London 1974).
- Schizophrenie. Das heilige Symbol der Psychiatrie. Frankfurt am Main 1979 (Orig.: Schizophrenia: The Sacred Symbol of Psychiatry. New York 1976).
- Theologie der Medizin. Europaverlag, Wien 1980
- Der Mythos der Psychotherapie. Europaverlag, Wien 1982
- Das Psychiatrische Testament – Ein neuer Gesetzesmechanismus, um Menschen vor "Psychosen" und vor der Psychiatrie zu schützen. Antipsychiatrieverlag, Berlin 1987, ISBN 3-925931-02-3.
- Grausames Mitleid. Über die Aussonderung unerwünschter Menschen. Frankfurt am Main 1997 (Orig.: Cruel Compassion: Psychiatric Control of Society's Unwanted. New York 1994.).
- "My madness saved me". The madness and marriage of Virginia Woolf. Transaction Publishers, New Brunswick, N.J., ISBN 0-7658-0321-6.

## Rezensionen
- Kerstin Kempker: Rezension des Buches „Grausames Mitleid – Über die Aussonderung unerwünschter Menschen“ von Thomas S. Szasz. In: antipsychiatrieverlag.de. 1998.